# Anton Brehme
Pour les articles homonymes, voir Brehme (homonymie).
Anton Brehme est un joueur allemand de volley-ball né le 10 août 1999 à Leipzig. Il joue au poste de central.

## Palmarès

### Clubs
Supercoupe d'Allemagne :
- 2020, 2021

Championnat d'Allemagne :
- 2021